# Концерт
Концерт (rusko Концерт; slovensko: Koncert) je drugi album v živo Billyja Joela, ki je izšel leta 1987. Album je bil posnet med Joelovo turnejo po Sovjetski zvezi, leta 1987. Turneja je bila zgodovinska, ker je bil radijski prenos le-te prvi prenos rock koncerta v zgodovini Sovjetske zveze.
Joelova priredba skladbe »Back in the U.S.S.R.« (The Beatles) je postala prvi njegov singl, katerega ni sam napisal. Na b-strani singla se je znašla Joelova priredba Dylanove skladbe »The Times They Are A-Changin'«.
Joel sam je izjavil, da je bil z albumom nezadovoljen in da njegovi vokali med produkcijo niso bili dobri.
19. maja 2014 je bil album ponovno izdan pod imenom A Matter of Trust: The Bridge to Russia. Izšel je v dveh zgoščenkah in eni DVD/Blu-ray Disc plošči. Set vsebuje enajst prej neizdanih skladb in sedem prej neizdanih videospotov skladb. DVD/Blu-ray plošča vsebuje na novo posneti istoimenski dokumentarni film z intervjuji nekdanjih in sedanjih članov Joelove spremljevalne skupine ter osebja, povezanega s produkcijo leta 1987.

## Seznam skladb

### Концерт
Vse skladbe je napisal Billy Joel, razen kjer je posebej napisano.
| Št. | Naslov                                      | Dolžina |
| --- | ------------------------------------------- | ------- |
| 1.  | „Odoya‟ (trad.)                             | 1:17    |
| 2.  | „Prelude/Angry Young Man‟                   | 5:23    |
| 3.  | „Honesty‟                                   | 3:58    |
| 4.  | „Goodnight Saigon‟                          | 7:20    |
| 5.  | „Stiletto‟                                  | 5:09    |
| 6.  | „Big Man on Mulberry Street‟                | 7:17    |
| 7.  | „Baby Grand‟                                | 6:09    |
| 8.  | „An Innocent Man‟                           | 6:09    |
| 9.  | „Allentown‟                                 | 4:22    |
| 10. | „A Matter of Trust‟                         | 5:09    |
| 11. | „Only the Good Die Young‟                   | 3:31    |
| 12. | „Sometimes a Fantasy‟                       | 3:38    |
| 13. | „Uptown Girl‟                               | 3:08    |
| 14. | „Big Shot‟                                  | 4:44    |
| 15. | „Back in the U.S.S.R.‟ (Lennon–McCartney)   | 2:43    |
| 16. | „The Times They Are A-Changin'‟ (Bob Dylan) | 2:55    |

### A Matter of Trust: The Bridge to Russia
| Disk 1 | Disk 1                              | Disk 1  |
| Št.    | Naslov                              | Dolžina |
| ------ | ----------------------------------- | ------- |
| 1.     | „Odoya‟ (trad.)                     | 1:16    |
| 2.     | „Prelude/Angry Young Man‟           | 5:33    |
| 3.     | „Honesty‟                           | 5:15    |
| 4.     | „The Ballad of Billy the Kid‟       | 5:32    |
| 5.     | „She's Always a Woman‟              | 3:35    |
| 6.     | „Scenes from an Italian Restaurant‟ | 8:21    |
| 7.     | „Goodnight Saigon‟                  | 6:37    |
| 8.     | „Stiletto‟                          | 5:10    |
| 9.     | „Big Man on Mulberry Street‟        | 7:29    |
| 10.    | „Baby Grand‟                        | 6:14    |
| 11.    | „What's Your Name‟                  | 2:17    |
| 12.    | „The Longest Time‟                  | 5:11    |
| 13.    | „An Innocent Man‟                   | 6:04    |

| Disk 2 | Disk 2                                      | Disk 2  |
| Št.    | Naslov                                      | Dolžina |
| ------ | ------------------------------------------- | ------- |
| 1.     | „Pressure‟                                  | 5:23    |
| 2.     | „Allentown‟                                 | 3:52    |
| 3.     | „A Matter of Trust‟                         | 5:10    |
| 4.     | „Only the Good Die Young‟                   | 3:32    |
| 5.     | „It's Still Rock and Roll to Me‟            | 4:00    |
| 6.     | „Sometimes a Fantasy‟                       | 3:38    |
| 7.     | „You May Be Right‟                          | 5:35    |
| 8.     | „Uptown Girl‟                               | 3:09    |
| 9.     | „Big Shot‟                                  | 4:54    |
| 10.    | „Back in the U.S.S.R.‟ (Lennon–McCartney)   | 2:55    |
| 11.    | „The Times They Are A-Changin'‟ (Bob Dylan) | 2:38    |
| 12.    | „She Loves You‟ (Lennon-McCartney)          | 2:24    |
| 13.    | „New York State of Mind‟                    | 6:22    |
| 14.    | „Piano Man‟                                 | 4:25    |

DVD/Blu-ray
1. »Prelude/Angry Young Man«
2. »Allentown«
3. »Goodnight Saigon«
4. »Big Man on Mulberry Street«
5. »Baby Grand«
6. »An Innocent Man«
7. »Honesty«
8. »The Longest Time«
9. »A Matter of Trust«
10. »Only the Good Die Young«
11. »It's Still Rock and Roll to Me«
12. »Sometimes a Fantasy«
13. »You May Be Right«
14. »Uptown Girl«
15. »Big Shot«
16. »Back in the U.S.S.R.«

Bonus skladba: 
1. »Pressure«

## Osebje
- Billy Joel – vokali, klaviature, kitara
- Liberty DeVitto – bobni
- Doug Stegmeyer – bas kitara
- Dave Lebolt – klaviature
- Russell Javors – akustične kitare, električne kitare
- Mark Rivera – saksofon
- Kevin Dukes – električna kitara
- Peter Hewlett – spremljevalni vokali
- George Simms – spremljevalni vokali
- The Georgian Singers Zhournalist of USSR – vokali pri »Odoya«
- Oleg Smirnoff – odrski prevajalec

## Certifikati
| Regija     | Certifikat | Prodaja   |
| ---------- | ---------- | --------- |
| ZDA (RIAA) | Platinast  | 1,000,000 |